# Sphenomorphus tridigitus
Sphenomorphus tridigitus là một loài thằn lằn trong họ Scincidae. Loài này được Bourret mô tả khoa học đầu tiên năm 1939.